# Priepasné
Priepasné este o comună slovacă, aflată în districtul Myjava din regiunea Trenčín. Localitatea se află la altitudinea de 343 m deasupra n.m., se întinde pe o suprafață de 13,71 km2 și în 2017 număra 378 de locuitori.

## Demografie
| An:                | 1994 | 2004    | 2014   | 2024   |
| ------------------ | ---- | ------- | ------ | ------ |
| Număr de persoane: | 426  | 345     | 373    | 350    |
| Diferență:         |      | −19,01% | +8,11% | −6,16% |

| An:                | 2023 | 2024   |
| ------------------ | ---- | ------ |
| Număr de persoane: | 354  | 350    |
| Diferență:         |      | −1,12% |